# 이스트서식스주

이스트서식스 주의 위치

이스트서식스주(East Sussex)는 잉글랜드의 주로 주도는 루이스이며 면적은 1,792km2, 인구는 800,200명(2014년 기준), 인구 밀도는 447명/km2이다. 동쪽과 북쪽으로는 켄트주, 북서쪽으로는 서리주, 서쪽으로는 웨스트서식스주, 남쪽으로는 영국 해협과 접한다. 이스트서식스주에는 헤이스팅스 전투로 유명한 헤이스팅스와 해양 관광 도시 브라이턴이 있다.